# Пауль Гундіус
Пауль Гундіус (нім. Paul Hundius; 2 лютого 1889, Гера — 14 серпня 1918, Ла-Манш) — німецький офіцер-підводник, капітан-лейтенант кайзерліхмаріне. Кавалер ордена Pour le Mérite.

## Біографія
Син професора гімназії. 3 квітня 1907 року вступив на флот. Пройшов підготовку на навчальному вітрильнику «Мольтке», з 1 квітня 1908 по 30 вересня 1909 року — у військово-морському училищі Кіля, після чого служив на лінкорі «Померанія», з 1911 року — на броненосці «Ганза», з березня 1912 року — на лінкорі «Лотарингія».
Учасник Першої світової війни. В липні 1915 року добровільно перейшов у підводний флот. Спочатку перебував у розпорядженні дивізіону підводних човнів, служив ад'ютантом, а потім з вересня 1915 по 4 квітня 1916 року пройшов курс підводника. З 5 квітня по 29 серпня 1916 року — командир підводного човна SM UB-16, з 13 жовтня 1916 по 8 жовтня 1917 року — SM UC-47, з 18 грудня 1917 року — SM UB-103.
14 вересня 1918 року човен Гундіуса підірвався на міні, внаслідок чого на ньому стався витік пального, і затонув. Того ж дня його помітив британський дирижабль SSZ-1 і передав координати дрифтеру Young Crow, який закидав місце затоплення SM UB-103 глибинними бомбами. Пролунали 2 вибухи, а через півгодини — третій. Всі 37 членів екіпажу SM UB-103 загинули.
Всього за час бойових дій потопив 7 суден загальною водотоннажністю 98 495 тонн і 1 військовий корабель (880 тонн), а також пошкодив 8 суден (14 442 тонни) і захопив в якості трофея бельгійський вітрильник невідомого тоннажу.

## Звання
- Морський кадет (3 квітня 1907)
- Фенріх-цур-зее (21 квітня 1908)
- Оберлейтенант-цур-зее (28 вересня 1910)
- Капітан-лейтенант (16 липня 1917)

## Нагороди
- Залізний хрест 2-го і 1-го класу
- Королівський орден дому Гогенцоллернів, лицарський хрест з мечами (23 липня 1917)
- Pour le Mérite (18 серпня 1918)

## Вшанування пам'яті
На честь Гундіуса була названа 6-та флотилії підводних човнів крігсмаріне.